# Gabriel Allegrain
Gabriel Allegrain (Parigi, 1679 – Parigi, 1748) è stato uno scultore francese.

## Biografia
Fu padre di Christophe-Gabriel Allegrain, anche lui scultore.

## Opere
Le sue numerose opere sono disseminate in vari musei della Francia, soprattutto a Versailles, Lilla e Troyes.